# Koniczyna różnoogonkowa
Koniczyna różnoogonkowa (Trifolium campestre Schreb.) – gatunek rośliny z rodziny bobowatych. Jest to jeden z najbardziej pospolitych gatunków koniczyny w Europie Środkowej. W Polsce występuje dość pospolicie na całym niżu i w niższych położeniach górskich.

## Morfologia
ŁodygaWzniesiona lub rozesłana, wysokości 10–40 cm.
LiścieUlistnienie skrętoległe. Liście trójlistne, przy czym środkowy listek ma dłuższy ogonek niż dwa pozostałe (stąd pochodzi nazwa gatunkowa tej koniczyny). Przylistki jajowate lub jajowato-lancetowate, w nasadzie zaokrąglone, u dolnych liści krótsze niż ogonki liściowe.
KwiatyMotylkowe, zebrane w 20–30 kwiatowe główki o długości 7–10 mm, siedzące bocznie w kątach liści. Żagielek podłużnie zmarszczony i sklepiony tylko na szczycie, wszystkie ząbki kielicha nagie. Kwiaty żółte, po przekwitnięciu stają się jasnobrązowe.

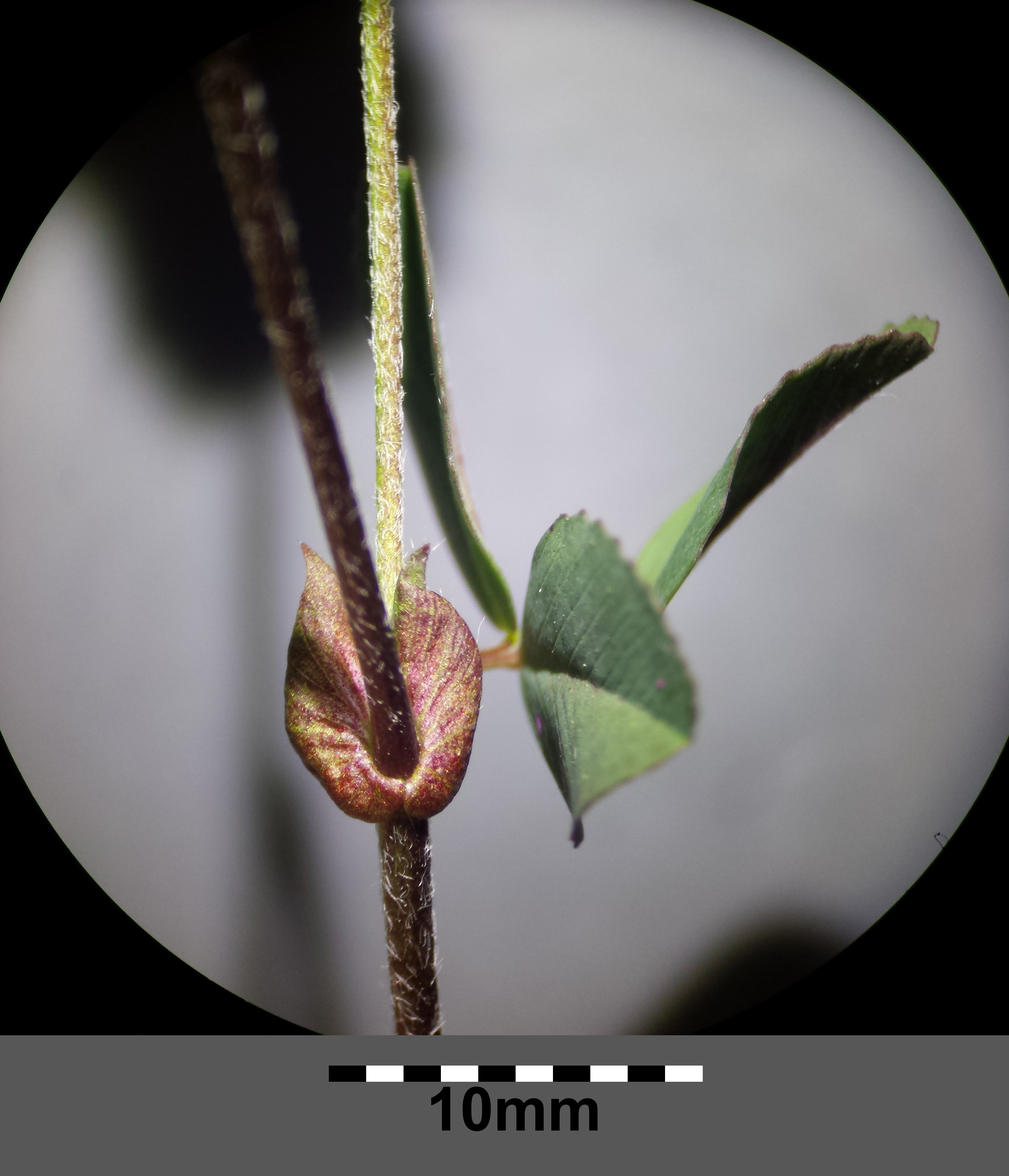
Przylistki
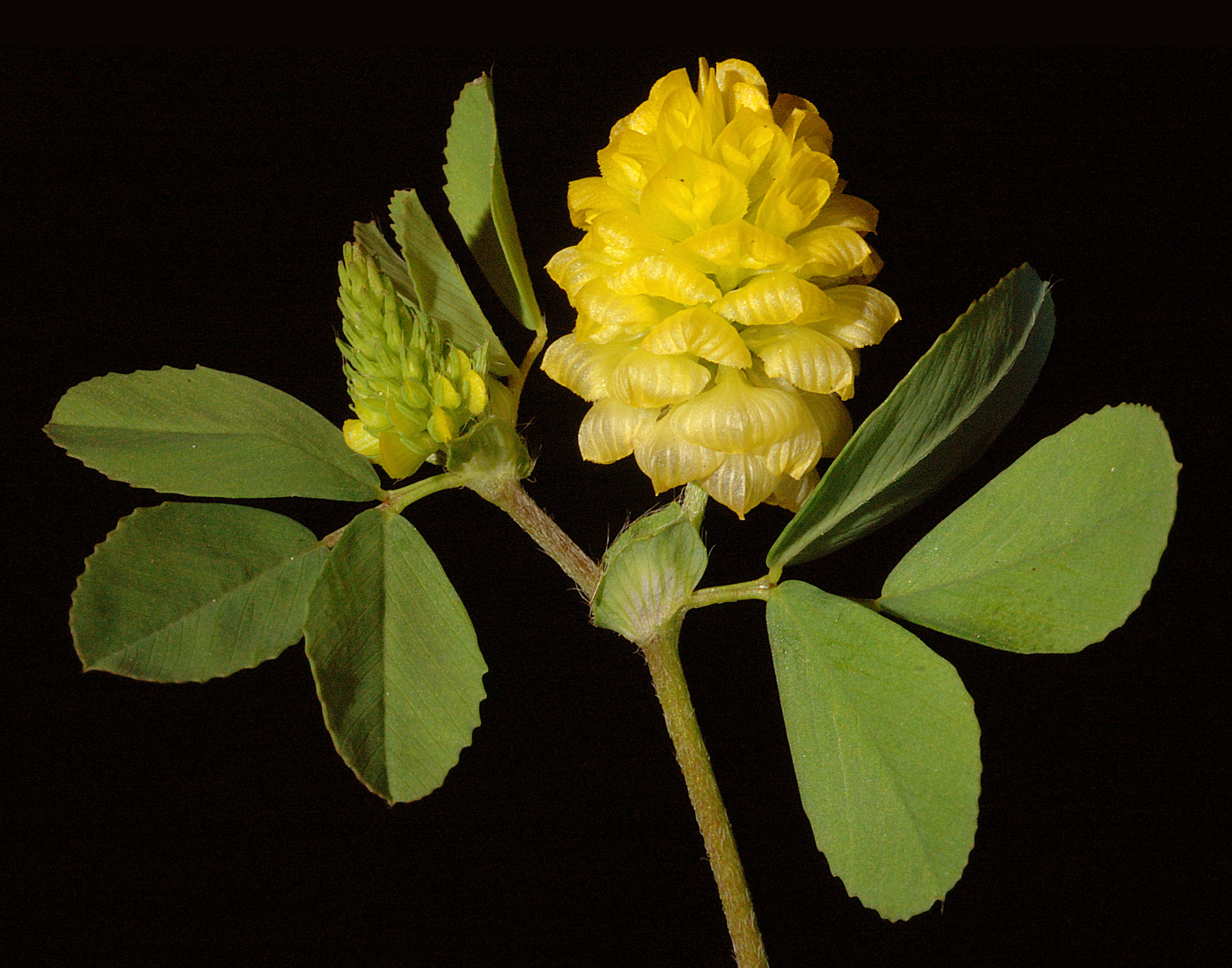
Kwiatostan i liście
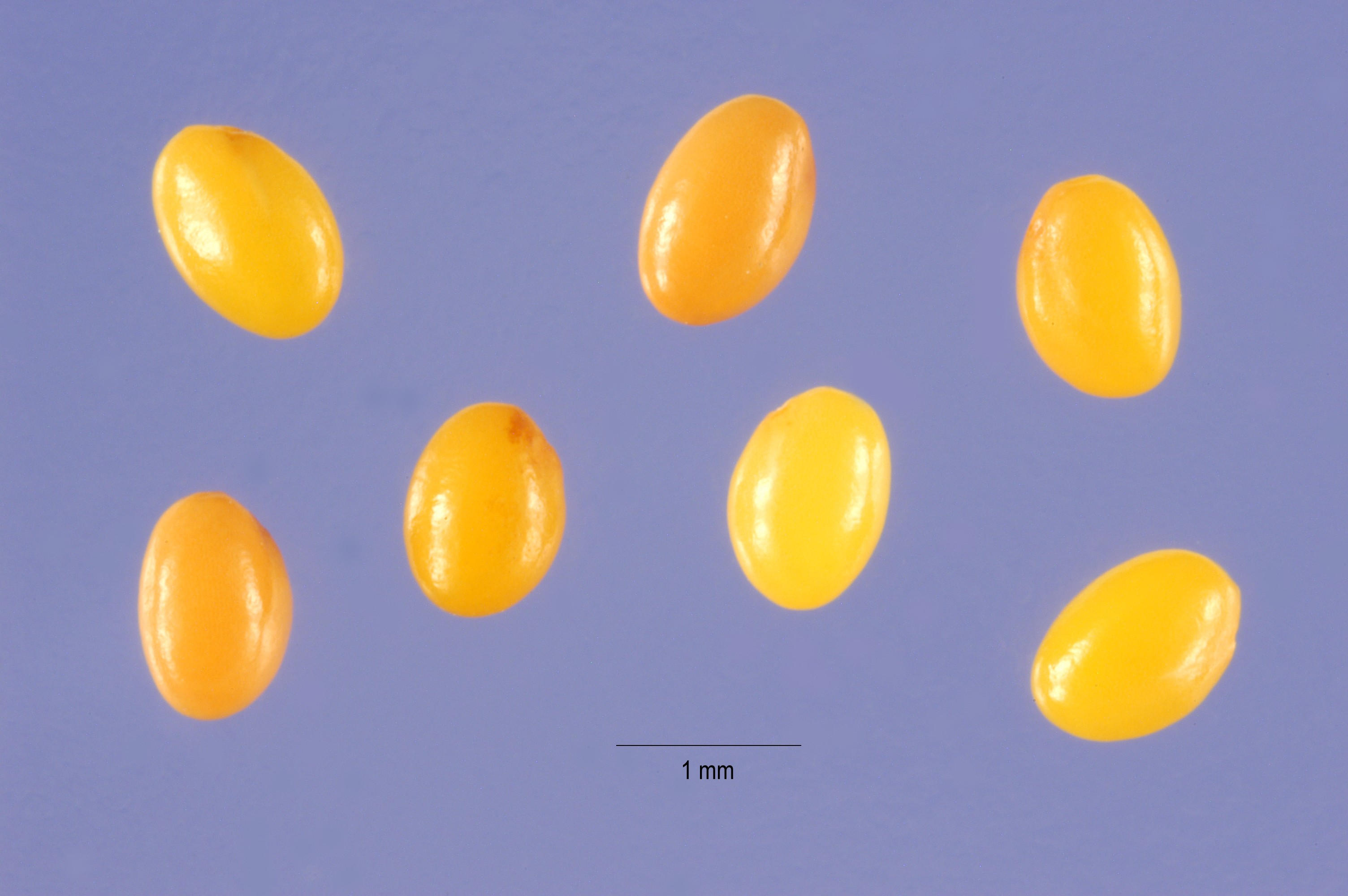
Nasiona

## Biologia i ekologia
Roślina jednoroczna. Kwitnie od czerwca do września. Liczba chromosomów: 2n = 14. Porasta suche łąki, przydroża, murawy i pola. W uprawach rolnych jest chwastem. W klasyfikacji zbiorowisk roślinnych gatunek charakterystyczny dla klasy (Cl.) Koelerio-Corynephoretea.

## Zastosowania
Nie jest uprawiana na paszę. Przez zwierzęta jest jednak zjadana, szczególnie chętnie przez owce.